# Південний (Сарапул)
Півде́нний (рос. Южный) — мікрорайон міста Сарапул в Удмуртії, Росія.
Мікрорайон розташований на південному заході міста, на правому березі річки Велика Сарапулка. Від основної частини міста відокремлений залізницею. На північному заході сусідить з мікрорайоном Дубровка.